# Jacek Wiąckowski
Jacek Przemysław Wiąckowski (ur. 18 czerwca 1931 w Przemyślu, zm. 23 marca 2000 w Warszawie) – polski chemik. Sferą jego zainteresowania była technologia chemiczna, ochrona radiologiczna, technika izotopów promieniotwórczych, ochrona środowiska, profilaktyka pożarowa, ratownictwo chemiczne oraz zarządzanie ryzykiem.

## Życiorys
Został absolwentem Uniwersytetu Poznańskiego (1953). Naukę kontynuował na Wydziale Rolniczo-Leśnym Akademii Rolniczej w Poznaniu (doktor nauk rolniczo-leśnych 1960), Politechnice Krakowskiej (doktor nauk technicznych 1969).
W 1954 został członkiem Polskiego Towarzystwa Chemicznego.
W latach 1953–1963 pracował w Instytucie Technologii Drewna w Poznaniu. W latach 1963–1965 pracował w Akademii Górniczo-Hutniczej w Krakowie, w Katedrze Fizyki i Studium Technologii Izotopów Promieniotwórczych. Jednocześnie w latach 1963–1969 kierował Pracownią Badań Izotopowych Akademii Rolniczej w Krakowie. Od 1969 był docentem.
W latach 1969–1972 był pełnomocnikiem ds. siarki Ministerstwa Przemysłu Chemicznego.
Był dyrektorem naczelnym Centralnego Laboratorium Kopalnych Surowców Chemicznych (1969–1970), zajmował również kierownicze stanowisko w Zakładach Przemysłu Siarkowego „Siarkopol” w Machowie k. Tarnobrzega (1970–1972).
Następnie kontynuował karierę naukową. Kierował Zespołem Profilaktyki Pożarowej (1972–1974), a następnie Zakładem Ochrony Przeciwpożarowej w Szkole Głównej Służby Pożarniczej. Współpracował z Wydziałem Pożarniczym w Lund (Szwecja). Był założycielem i prezesem Komitetu Naukowo-Technicznego Naczelnej Organizacji Technicznej ds. Zabezpieczeń Przeciwpożarowych i Przeciwwybuchowych.
Od 1974 r. był profesorem nadzwyczajnym Politechniki Warszawskiej. W 1990 r. uzyskał tytuł profesora i został profesorem zwyczajnym Szkoły Głównej Służby Pożarniczej.
Zmarł 23 marca 2000 w Warszawie, został pochowany na cmentarzu wojskowym na Powązkach (kwatera HV-1-5). Jego grób znajduje się też na cmentarzu komunalnym Zasanie w Przemyślu.

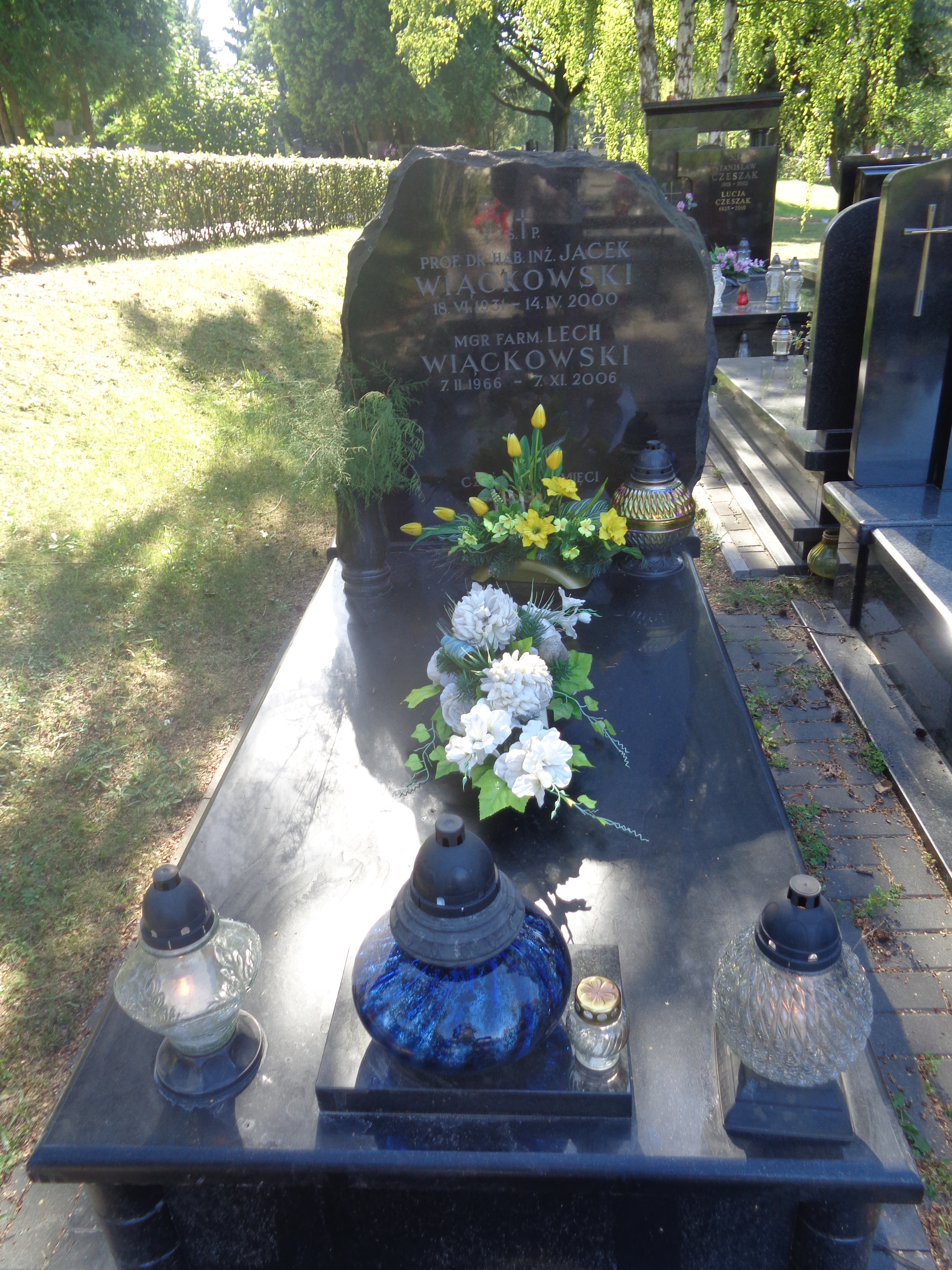
Grób na cmentarzu wojskowym na Powązkach

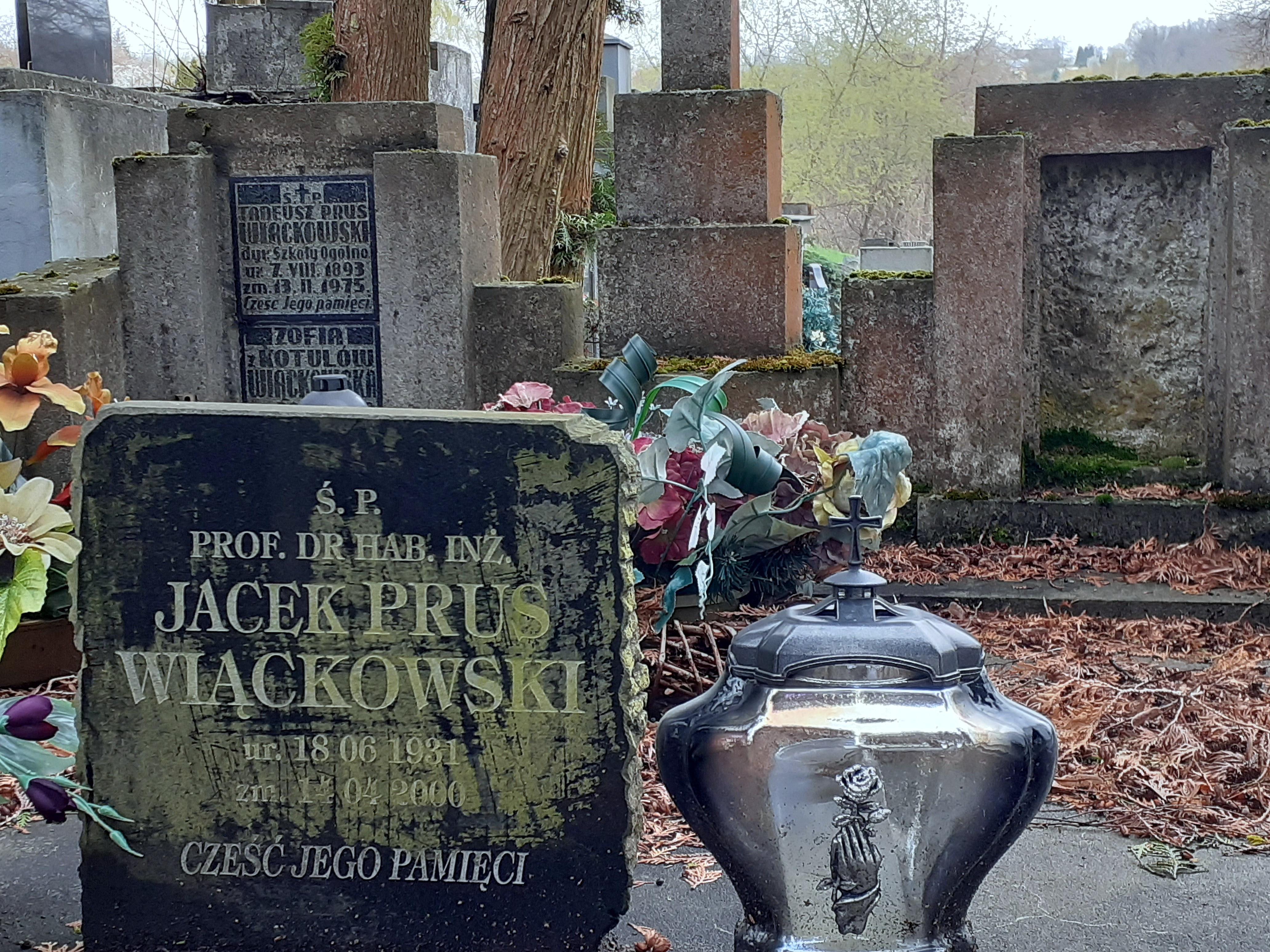
Grób na cmentarzu komunalnym Zasanie w Przemyślu

## Badania
- chemia i technologia organiczna,
- wpływ izotopów promieniotwórczych na przemysłowe zastosowanie w kierunku uszlachetniania i automatyzacji procesów produkcyjnych,
- badania ekologiczne, związane ze sprawami szkodliwego działania przemysłu na ośrodki miejskie sąsiadujące z tym przemysłem, *problemy wprowadzania nowych metod wytwarzania i organizacji produkcji,
- ochrona przeciwpożarowa.

## Wybrane publikacje
Profesor Wiąckowski był autorem 197 publikacji naukowych, m.in.:
- Z badań nad chromatograficzną identyfikacją frakcji olejowej smół drzewnych oraz kondensacji tej frakcji, „Prace Instytutu Technologii Drewna” 1960, R II, zeszyt. I, (29);
- Zastosowanie izotopów promieniotwórczych w przemyśle drzewnym 1966,
- Konserwacja drewna zabytkowego i użytkowego metodą polimeryzacji radiacyjnej, Zeszyt Naukowy WSR w Krakowie, 1967,
- Badania zmierzające do opracowania pasów dymo- i pyłochłonnych celem ograniczenia rozchodzenia się pyłów i dymów siarki po okolicy kopalni siarki w Grzybowie 1968,
- Zabezpieczenie przeciwpożarowe w przemyśle maszynowym 1980.

## Nagrody i odznaczenia
- Krzyż Kawalerski Orderu Odrodzenia Polski
- Złoty Krzyż Zasługi
- Srebrny Krzyż Zasługi
- Złota Odznaka Ochotniczej Straży Pożarnej
- Nagroda Ministra Przemysłu Chemicznego – pięciokrotnie
- Nagroda Ministra Górnictwa i Energetyki – 1968
- Nagroda Ministra Spraw Wewnętrznych